# Amical de Catalunya dels Antics Guerrillers Espanyols a França
L'Amical de Catalunya d'Antics Guerrillers Espanyols a França és una entitat integrada per exiliats republicans que participaren en la Resistència francesa i posteriorment retornaren a Catalunya. El seu dirigent més carismàtic fou l'exguerriller Lluís Martí Bielsa (1921-2019).

## Breu història
Va ser fundada el 1984, si bé des de les darreries dels anys setanta havia funcionat com a delegació a Catalunya de la seva homònima francesa. S'hi integraren homes i dones, exiliats republicans espanyols a França que, després d'haver participat en l'alliberament del país veí ocupat durant la Segona Guerra Mundial per les tropes de l'Alemanya nazi, retornaren a Catalunya per diferents causes i de manera també diferent.
En l'afany per recuperar la memòria històrica, la tasca de l'Amical s'ha concentrat en fer un seguiment per saber els llocs on podien haver estat dipositats els cossos dels companys morts, en l'intent de reforçar el moviment guerriller que actuava a l'interior del país. Aquests cossos han pogut identificar-se i s'han col·locat plaques als llocs corresponents –poblacions catalanes i aragoneses- amb indicació dels noms dels morts i la causa del seu decés.
Després de la mort de Lluís Martí Bielsa, el desembre de 2019 un grup impulsor reconstituí l'entitat amb seu a Olot, amb la intenció de crear-hi un centre de documentació de la lluita antifranquista.

## Reconeixements
L'any 2004 la Generalitat de Catalunya li va atorgar la Creu de Sant Jordi amb el reconeixement següent:
«Per haver contribuït destacadament a la recuperació de la memòria històrica, com a entitat que integren antics exiliats republicans que van participar en l'alliberament de França durant la Segona Guerra Mundial. També és molt remarcable la seva tasca de localització dels indrets i d'identificació de les despulles de companys que van morir en l'intent de reforçar el moviment guerriller que actuava a Catalunya i Aragó.»